# Sabres
Sabres (okzitanisch: gleichlautend) ist eine französische Gemeinde mit 1.191 Einwohnern (Stand: 1. Januar 2022) im Département Landes in der Region Nouvelle-Aquitaine (vor 2016: Aquitanien). Sie gehört zum Arrondissement Mont-de-Marsan und zum Kanton Haute Lande Armagnac. Mit 160,13 km² gehört Sabres zu den nach Fläche größten Gemeinden Frankreichs.

## Geographie
Die Gemeinde Sabres liegt im Regionalen Naturpark Landes de Gascogne, etwa 34 Kilometer nordwestlich von Mont-de-Marsan und etwa 45 Kilometer östlich der Atlantikküste am Flüsschen Escamat, einem Zufluss der Eyre. Im Norden von Sabres verläuft das Flüsschen Laste, ein weiterer Zufluss der Eyre. Umgeben wird Sabres von den Nachbargemeinden Commensacq im Nordwesten und Norden, Trensacq im Norden, Luxey im Nordosten, Labrit im Osten, Vert im Südosten, Luglon und Arengosse im Süden, Morcenx-la-Nouvelle im Südwesten sowie Solférino im Westen.

## Bevölkerungsentwicklung
| Jahr                       | 1962 | 1968 | 1975 | 1982 | 1990 | 1999 | 2006 | 2013 | 2021 |
| Einwohner                  | 1309 | 1143 | 1105 | 1058 | 1096 | 1107 | 1189 | 1210 | 1165 |
| Quellen: Cassini und INSEE |      |      |      |      |      |      |      |      |      |

## Sehenswürdigkeiten
- Menhir
- Kirche Saint-Michel aus dem 11. Jahrhundert
- Ökomuseum La Grande Lande Marquèze
- Museumseisenbahn

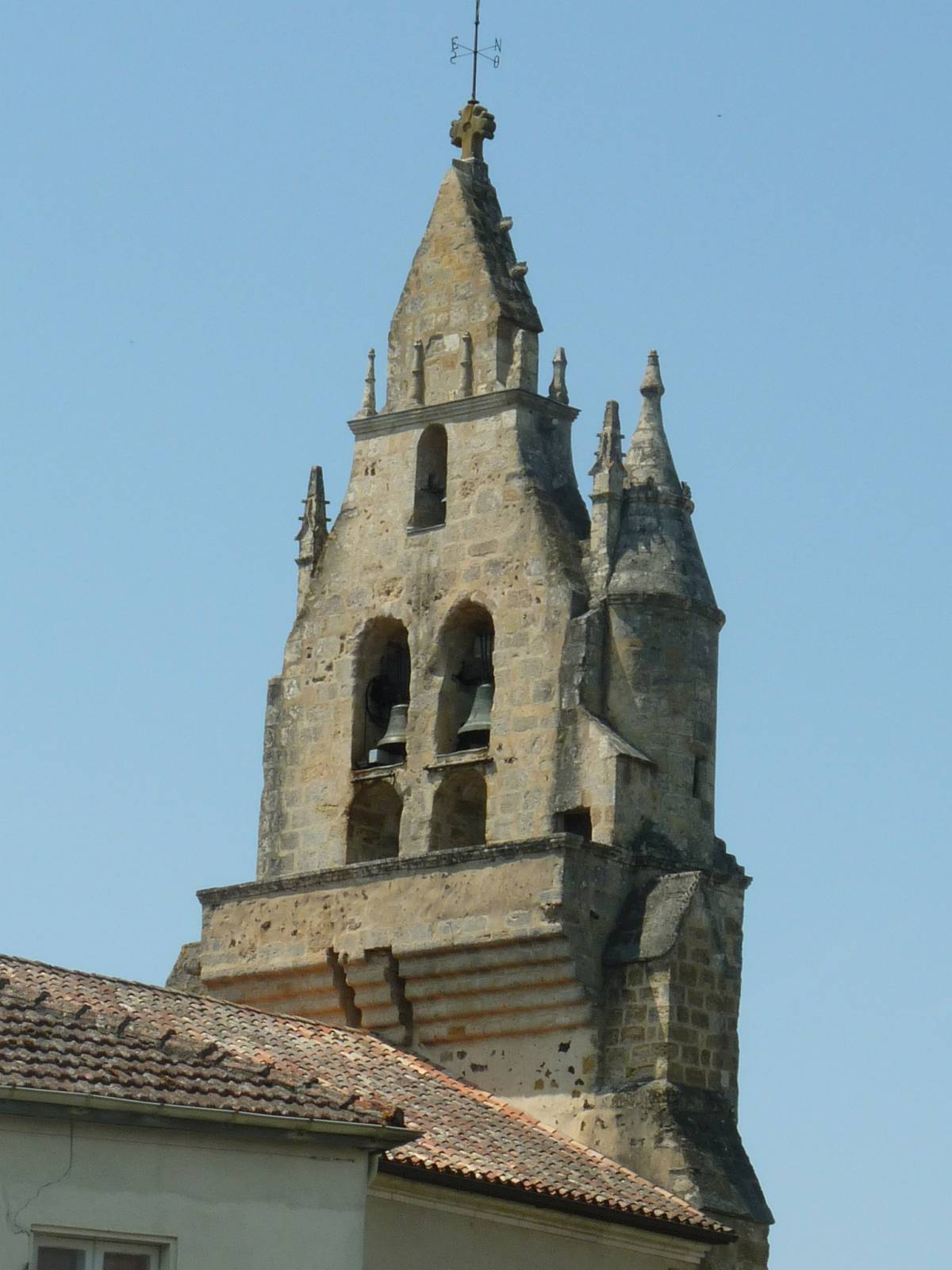
Turm der Kirche Saint-Jacques
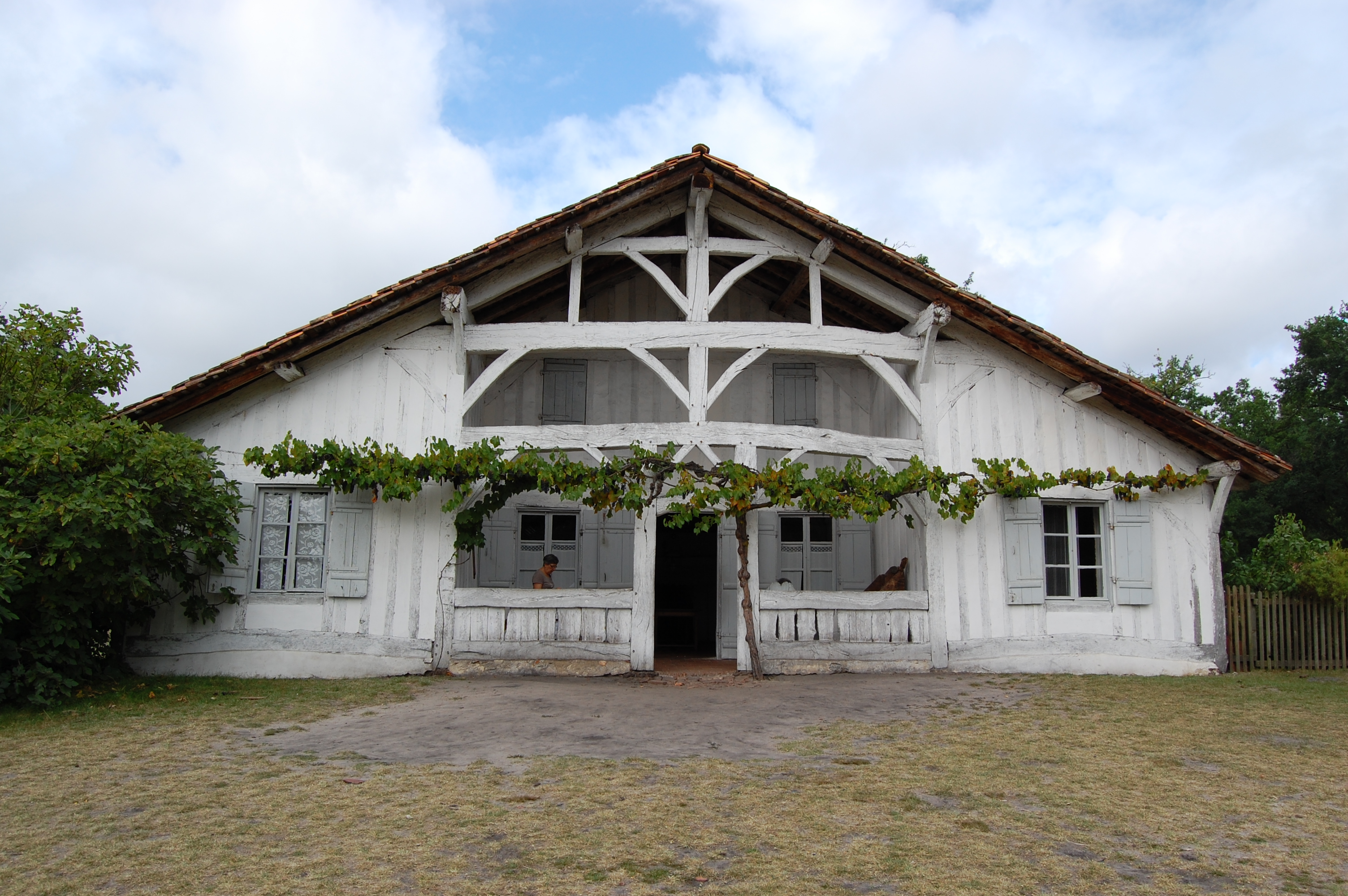
Villa im Ortsteil Marquèze
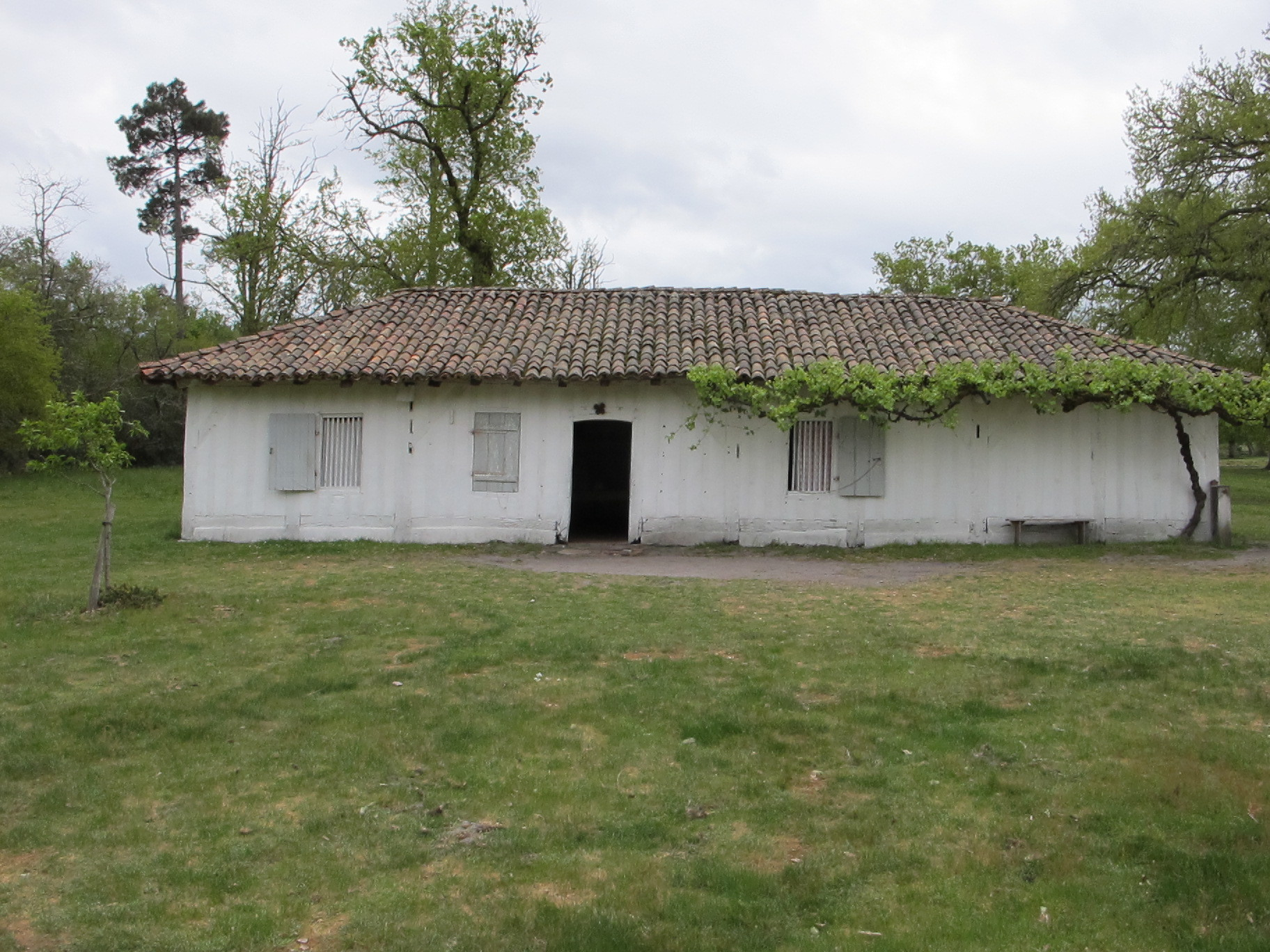
Ökomuseum
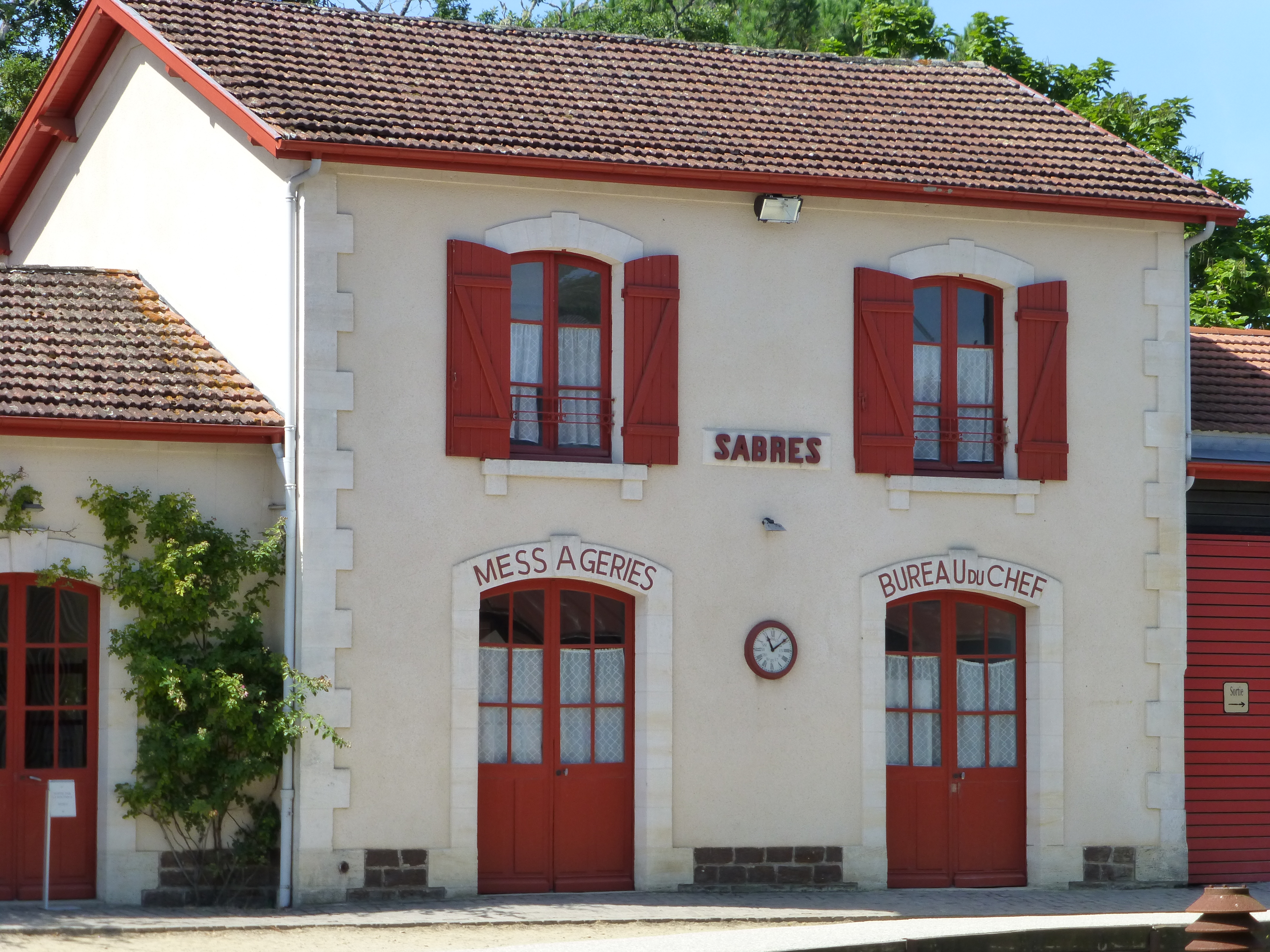
„Bahnhof“ der Museumsbahn

## Gemeindepartnerschaft
Mit der spanischen Gemeinde El Arenal in Kastilien und León besteht seit 1998 eine Partnerschaft.